# Хеу
Хе́у (кабард.-черк. Хъыу, карач.-балк. Хеу) — река в республике Кабардино-Балкария. Протекает по территории Черекского района республики.
Система водного объекта: Черек → Баксан → Малка → Терек → Каспийское море.

## Характеристики
Река берёт своё начало с северного склона горы Чирахкенд и по лесистому ущелью течёт на северо-восток. Наиболее значимые притоки — Топижуко, Псыгух и Гушуко. Устье реки находится в 60 км по правому берегу реки Черек, у южной окраины села Аушигер. Длина реки составляет 28 км. Площадь водосборного бассейна — 94,6 км². В долине реки расположены сёла — Герпегеж и Аушигер. В среднем течении и в низовьях реки добывают голубую глину. 

## Данные водного реестра
По данным государственного водного реестра России относится к Западно-Каспийскому бассейновому округу, водохозяйственный участок реки — Терек от впадения реки Урух до впадения реки Малка. Речной бассейн реки — Реки бассейна Каспийского моря междуречья Терека и Волги.
Код водного объекта в государственном водном реестре — 07020000612108200005022.